# Sironcha Ry.
Sironcha Ry. es una ciudad censal situada en el distrito de Gadchiroli en el estado de Maharashtra (India). Su población es de 7427 habitantes (2011). Se encuentra orillas del río Pranhita.

## Demografía
Según el censo de 2011 la población de Sironcha Ry. era de 7427 habitantes, de los cuales 3798 eran hombres y 3629 eran mujeres. Sironcha Ry. tiene una tasa media de alfabetización del 84,45%, superior a la media estatal del 82,34%: la alfabetización masculina es del 91,28%, y la alfabetización femenina del 77,35%.